# 拳擊行動
拳擊行動（德語：Operation Faustschlag 或 Unternehmen Faustschlag），也被稱作是十一日戰爭（英語：Eleven Days' War），這是同盟國在第一次世界大戰中發動的一場擊敗俄羅斯的進攻。這也是東方戰線中最後一場大型的作戰。
由於俄國革命以及緊接而來的俄國內戰，俄國在這場戰役中無法組織起任何有效的抵抗。因此同盟國在這場戰役裡「攻佔」（實際上幾乎可以說是接收）了大片土地。包含波羅的海國家、白俄羅斯、烏克蘭。最後，布爾什維克出面代表政府，與德國簽訂布列斯特-立陶夫斯克條約，退出第一次世界大戰以結束這場戰役。

## 背景
布爾什維克藉由十月革命，取得統治俄國的最高權力之後，宣布俄國將會自第一次世界大戰撤出。因此，在1917年12月3日，德俄雙方於布列斯特宣布暫時停火及準備停戰談判。12月22日，談判正式開始。
談判一開始，德國就提出同盟國在1914-1916年所佔領的全部土地都應該劃為同盟國所有。包含了波蘭，立陶宛以及拉脫維亞西部。布爾什維克決定不接受這樣的要求，並退出談判，於是德國宣布停火狀態失效。俄國談判單位的領袖托洛茨基，希望藉由拖延談判時程到德國內部爆發革命，到時德國自然就會退出戰爭。
托洛茨基提倡不戰不和，並於1918年1月28日宣布：俄國認為戰爭已經結束了。這不被德國人接受。2月9日，德軍的參謀總長，馬克斯·霍夫曼與烏克蘭簽訂《布列斯特-立陶夫斯克條約》，並宣布對俄國的停火將於2月17日結束，導致德俄雙方的戰爭再起。

## 進攻

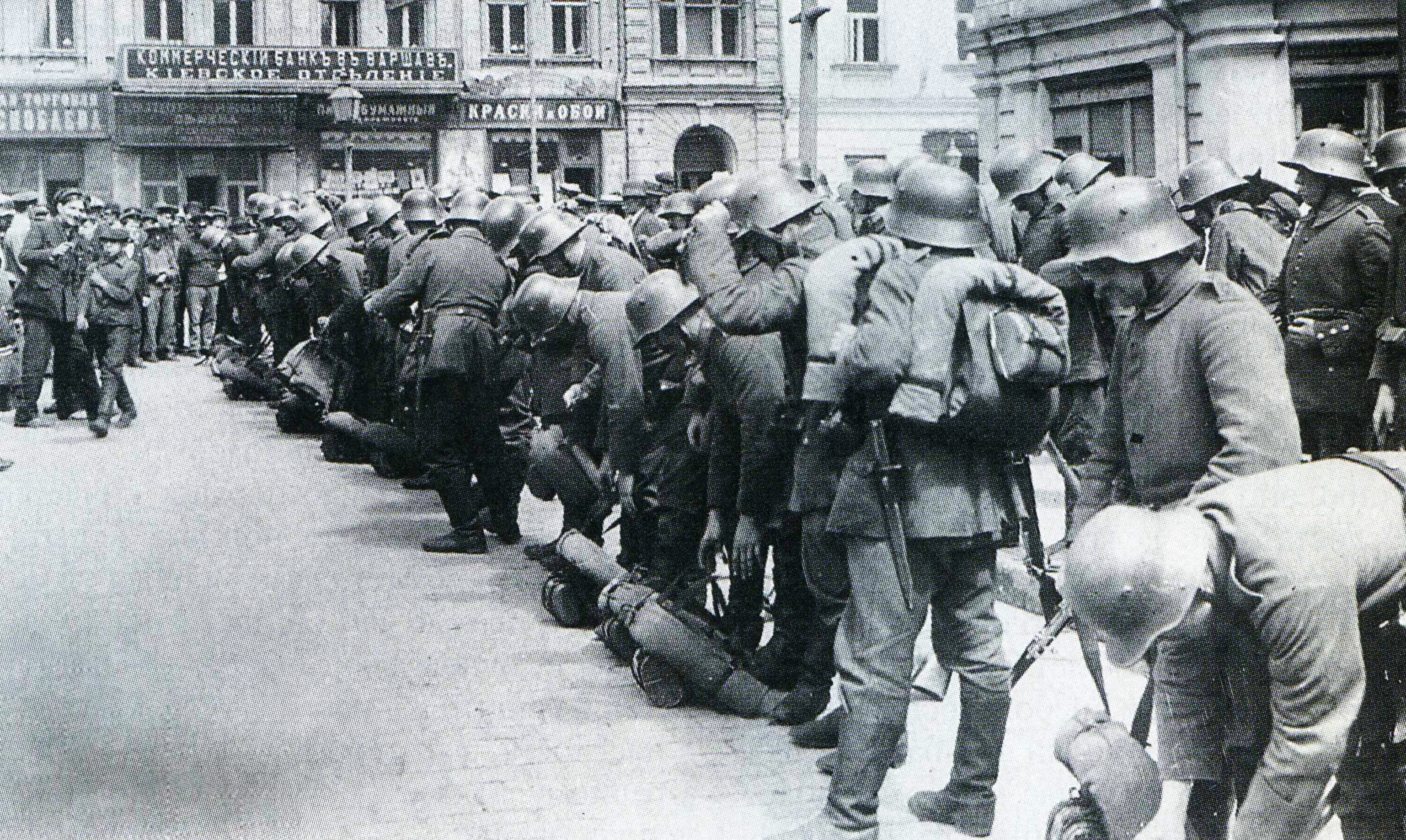
在基輔的德軍，1918年3月

1918年2月18日，德國-奧匈帝國聯軍集結了53個師的兵力，兵分三路對蘇俄展開大規模的進攻。聯軍的北路由普斯科夫向納爾瓦進攻，中路則攻向斯摩稜斯克；南路則向基輔開進。
在攻勢的第一天，北路德軍以16個師，攻下了陶格夫匹爾斯。不久，占領了普斯科夫；2月28日，北路德軍又攻下了納爾瓦；在中路，德軍的進展也十分順利；他們在2月21日占領了明斯克。在南路，德奧聯軍擊潰了紅軍在烏克蘭的殘餘，於2月24日攻下了日托米尔。3月2日，佔領了基輔，隔天，烏克蘭中央議會成員抵達這裡。
同盟國軍隊在一個禮拜之內前進了超過150哩的路程，途中沒有遇到任何激烈的抵抗。現在德軍距離俄國首都彼得格勒只剩下不到100哩的距離，這迫使布爾什維克將他們的首都遷移至莫斯科；這場進展快速的戰爭被德國人稱作是「鐵路戰爭」，因為德軍還利用俄國的鐵路向東進攻。2月22日，霍夫曼將軍在在他的日記寫道：
這是一場我所知道令人最愉快的戰爭。我們讓一群裝備著機槍和火砲的步兵坐上火車，他們前往一座又一座的火車站，拿下他們，將布爾什維克的成員囚禁起來，並獲得更多的士兵，這樣循環下去。這是一個新奇迷人的過程。

### 政治衝擊
正當德軍進行他們的攻勢時，托洛茨基回到彼得格勒。布爾什維克大部分的領導人仍希望繼續作戰，即使當時的俄國已經因為軍隊的瓦解，沒有力量再戰下去。這時，列寧要求布爾什維克的領導人們接受德國的條款，即使這時條款已經變得更加嚴苛。但這被其他的領導人，包含史達林所拒絕。
在經過激烈的爭論後，列寧的方案在會議上以166比85票得到通過。而在中央委員會上的票數則更加接近，7票贊成，6票反對。托洛茨基改變立場，接受德國的條款。3月3日，布爾什維克與德國簽訂了布列斯特-立陶夫斯克條約。
另一方面，在2月24日，德軍攻佔愛沙尼亞首都塔林的前一天，愛沙尼亞政府宣布獨立。但德國拒絕承認這個獨立，並成立了庫爾蘭和瑟米利亞公國和直接軍事佔領來治理愛沙尼亞及拉脱維亞。

## 行動之後

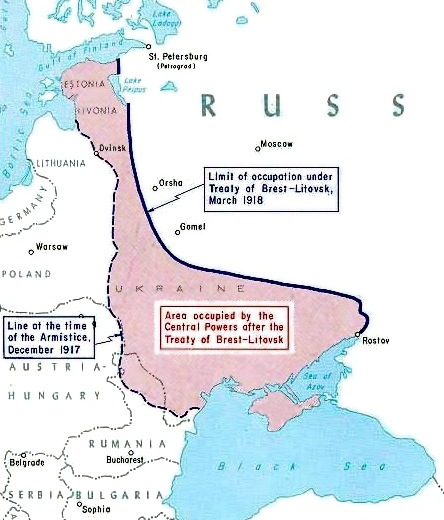
在拳擊行動後，同盟國所佔領的地區

條約的簽訂終止了德國沿著從納爾瓦到北烏克蘭的戰線，對俄國的進攻，根據這個條約，俄國要放棄對整個俄國南方的所有權益。於是同盟國軍在接下來的幾個月，繼續向東推進了達500哩，佔領烏克蘭全境並在某些地段超越了烏俄邊境，進入俄國的縱深地區。
德國在芬蘭與高加索仍然繼續他們的行動，他們幫助芬蘭軍在芬蘭內戰對抗紅軍。在條約的限制下，俄國在波羅的海的港口，除了喀琅施塔得之外全都為德軍佔領；而俄軍在敖德薩的黑海艦隊也要解除武裝並解散；布爾什維克黨也同意將奧匈帝國的630,000名戰俘立刻釋放。
在布列斯特-立陶夫斯克條約的限制下，俄國必須放棄芬蘭、愛沙尼亞、拉脫維亞、立陶宛、波蘭、白俄羅斯、烏克蘭，這讓這些地區有機會自俄國的控制中擺脫出來，德國計畫讓這些地區成為德國在政治上和領土上的衛星國。然而這個計畫在德國於一年內戰敗和投降後徹底瓦解。在德國投降之後，俄國立刻展開了收復失土的行動。雖然俄國在烏克蘭、白俄羅斯、高加索取得了成功，但是他們在波蘭、芬蘭、波羅的海國家遭遇了失敗。
在布爾什維克這邊，列寧擔心德國對俄國首都的威脅，於是在3月12日，俄國人將首都遷移至莫斯科。布爾什維克對於列寧的批評也因為成功避開德國的進攻而漸漸弱化，從而使新生的俄國政權得以穩定下來。

## 資料來源
1. 1 2 3 4 5 6  Mawdsley (2007), p. 35
2. ↑  .   [2023-12-09]. （原始内容存档于2023-12-09）.
3. ↑  Tucker & Roberts (2005), p. 662
4. ↑  Mawdsley (2007), p. 31-32
5. ↑  Tucker & Roberts (2005), p. 662-663
6. ↑  Mawdsley (2007), p. 32
7. 1 2 3 4  Tucker & Roberts (2005), p. 663
8. 1 2  Woodward (2009), p. 295
9. ↑  Salisbury (2003), p. 126
10. 1 2  Mawdsley (2007), p. 33
11. 1 2  Gilbert (2008), p. 399
12. ↑  Parrott (2002), p. 145
13. ↑  Gilbert (2008), p. 402
14. ↑  Mawdsley (2007), p. 37
15. ↑  Raffass (2012), p. 43
16. ↑  Mawdsley (2007), p. 36-37